# William Brouncker, al II-lea Viconte de Brouncker
Pentru alte persoane având aceeași combinație de prenume și nume de familie, vedeți pagina de dezambiguizare William Brouncker.

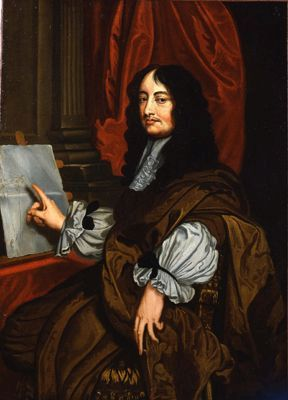
William Brouncker

William Brouncker, William, 2nd Viscount Brouncker  (n. 1620 la Castlelyons, Irlanda - d. 1684 la Westminster, Londra) a fost un matematician și lingvist englez.

## Biografie
Este unul dintre fondatorii Royal Society, devenindu-i și președinte.
Era prieten cu matematicianul John Wallis.

### Descoperiri matematice
Brouncker a exprimat valoarea lui π în fracții continue infinite.
A găsit serii infinite de numere raționale, cu ajutorul cărora a exprimat aria hiperbolei echilaterale raportată la asimptotele acesteia și a stabilit convergența acestor serii, dar nu a aplicat-o la cuadratura cercului.
A soluționat ecuația {\displaystyle nx^{2}+1=y^{2}\!} pe care i-a prezentat-o Pierre Fermat și a dat aceeași soluție ca și Brahmagupta.
Lucrările lui Brounckner au fost influențate de Aryabhata și probabil de cele ale lui Diofant, iar problemele de geometrie au la bază pe cele ale lui Heron din Alexandria.
Brounckner a stabilit și formulele pentru aria suprafeței unui patrulater oarecare.